# Premio Herder
El Premio Herder (en alemán Gottfried-von-Herder-Preis), cuyo nombre se debe al filósofo alemán Johann Gottfried Herder (1744-1803), fue un prestigioso premio internacional que se concedía anualmente, desde 1964 hasta 2006, a académicos y artistas de Europa Central y Sudoriental que a través de su vidas y obras hayan contribuido al entendimiento cultural entre los países europeos y sus interrelaciones pacíficas. Se creó en 1963 y los primeros premios se entregaron en 1964.
El jurado del premio estaba compuesto por universidades alemanas y austriacas. La financiación del Premio, que ascendía a 15.000 euros, corría a cargo de la Fundación Alfred Toepfer, con sede en Hamburgo. Tradicionalmente, los premios los entregaba el Presidente de Austria en una ceremonia anual celebrada en la Universidad de Viena. Con cada uno de los premios se concedía también una beca de un año en una universidad austriaca a un joven estudiante propuesto por el académico ganador.
El premio estaba abierto a estudiosos de las humanidades y artistas de muy diversos campos, como etnógrafos, escritores, arquitectos, compositores, poetas, folcloristas, pintores, historiadores, literatos, historiadores del arte, arqueólogos, directores de teatro, musicólogos, museólogos, lingüistas, dramaturgos, etc. Varios escritores que recibieron el Premio Herder ganaron posteriormente el Premio Nobel de Literatura, como Wisława Szymborska (en 1995 y 1996), Imre Kertész (en 2000 y 2002) y Svetlana Alexiévich (en 1999 y 2015), y muchos otros galardonados recibieron otros reconocimientos internacionales y fueron miembros de sus academias nacionales.
Desde su creación, el premio estaba destinado a académicos y artistas de siete países de Europa Central y la Península Balcánica, en su mayoría comunistas (Bulgaria, Checoslovaquia, Grecia, Hungría, Polonia, Rumanía y Yugoslavia). Tras la caída del comunismo en Europa a finales de la década de 1980 y la posterior convulsión que llevó a la desintegración de Yugoslavia, la disolución de la Unión Soviética y la disolución de Checoslovaquia, los académicos de todos los estados herederos de Yugoslavia y Checoslovaquia siguieron pudiendo optar al premio. A principios de la década de 1990, se incorporaron como candidatos otros países europeos ex-soviéticos (Estonia, Letonia y Lituania, Bielorrusia y Ucrania), así como Albania.
Por lo general, cada año se anunciaban siete galardonados, excepto en 1964 (cuatro), 1977 (ocho), 1993 (nueve) y en 2006 (cinco), que fue además la última edición del Premio Herder. En 2007, el premio se suprimió y se fusionó con otros premios auspiciados por la Fundación Alfred Toepfer para crear un nuevo premio anual de ámbito europeo, el Premio KAIROS, con una dotación de 75.000 euros destinados íntegramente a un único ganador.

## Lista de galardonados
Esta lista está incompleta; puedes ayudar a completarla.
| Año  | Nombre                              | Nacionalidad y ocupación                                           |
| ---- | ----------------------------------- | ------------------------------------------------------------------ |
| 1964 | Jan Kott                            | Crítico de teatro polaco                                           |
| 1965 | Tudor Arghezi                       | Escritor rumano                                                    |
| 1965 | László Németh                       | Escritor húngaro                                                   |
| 1966 | Ján Cikker                          | Compositor eslovaco                                                |
| 1967 | Witold Lutosławski                  | Compositor polaco                                                  |
| 1967 | Mihai Pop                           | Etnólogo rumano                                                    |
| 1967 | Vladimír Kompánek                   | Escultora eslovaca                                                 |
| 1968 | Lajos Vayer                         | Historiador del arte y crítico de arte húngaro                     |
| 1969 | Pancho Vladigerov                   | Compositor, pedagogo y pianista búlgaro                            |
| 1970 | Gyula Illyés                        | Poeta y novelista húngaro                                          |
| 1970 | Zoltan Franjo                       | Poeta y traductor rumano                                           |
| 1971 | Zaharia Stancu                      | Escritor rumano                                                    |
| 1972 | Gyula Ortutay                       | Etnógrafo húngaro                                                  |
| 1972 | Virgil Vătăşianu                    | Historiador del arte rumano                                        |
| 1972 | Atanas Dalchev                      | Poeta, crítico y traductor búlgaro                                 |
| 1973 | Zbigniew Herbert                    | Poeta, ensayista y moralista polaco                                |
| 1975 | Nichita Stănescu                    | Poeta rumano                                                       |
| 1975 | Gabor Presisch                      | Arquitecto húngaro                                                 |
| 1976 | Dezső Keresztury                    | Escritor y poeta húngaro                                           |
| 1976 | Marin Goleminov                     | Compositor búlgaro                                                 |
| 1977 | Eugen Barbu                         | Novelista, dramaturgo y periodista rumano                          |
| 1977 | Krzysztof Penderecki                | Compositor polaco                                                  |
| 1978 | Béla Gunda                          | Etnógrafo húngaro                                                  |
| 1979 | Ferenc Farkas                       | Compositor húngaro                                                 |
| 1980 | Emil Condurachi                     | Historiador académico rumano                                       |
| 1981 | Sándor Csoóri                       | Poeta, escritor húngaro                                            |
| 1982 | Ana Blandiana                       | Poeta, ensayista, figura política rumana                           |
| 1982 | Imre Varga                          | Escultor húngaro                                                   |
| 1983 | Jozef Jankovič                      | Escultor eslovaco                                                  |
| 1983 | György Konrád1984?[cita requerida]  | Novelista y ensayista húngaro                                      |
| 1983 | Adrian Marino                       | Crítico literario rumano                                           |
| 1983 | Stoimen Stoilov                     | Artista búlgaro                                                    |
| 1984 | Constantin Lucaci                   | Escultor rumano                                                    |
| 1985 | Adrian Marino                       | Crítico literario, historiador y teórico rumano                    |
| 1986 | Tekla Dömötör                       | Etnógrafa e historiadora húngara                                   |
| 1986 | Anatol Vieru                        | Compositor rumano                                                  |
| 1987 | József Ujfalussy                    | Esteta húngaro                                                     |
| 1988 | Ana Blandiana                       | Poeta rumana                                                       |
| 1988 | Constantin Noica                    | Filósofo y ensayista rumano                                        |
| 1988 | György Györffy                      | Historiador húngaro                                                |
| 1990 | Dejan Medaković                     | Historiador del arte y poeta serbio                                |
| 1990 | András Vizkelety                    | Filólogo húngaro                                                   |
| 1991 | Marin Sorescu                       | Poeta, dramaturgo y novelista rumano                               |
| 1991 | Stoimen Stoilov                     | Artista búlgaro                                                    |
| 1992 | Zmaga Kumer                         | Musicóloga, erudita eslávica e investigadora del folklore eslovena |
| 1994 | Sándor Kányádi1995?[cita requerida] | Poeta húngaro                                                      |
| 1994 | Zigmas Zinkevičius                  | Lingüista e historiador lituano                                    |
| 1995 | Wisława Szymborska                  | Poeta, ensayista y traductor polaca                                |
| 1995 | Jaan Undusk                         | Escritor y crítico literario estonio                               |
| 1995 | Milcho Lalkov                       | Historiador y profesor búlgaro                                     |
| 1996 | Konstantin Iliev                    | Dramaturgo búlgaro                                                 |
| 1996 | Pēteris Vasks                       | Compositor letón                                                   |
| 1997 | Bogdan Bogdanović                   | Arquitecto serbio                                                  |
| 1997 | Ferenc Glatz                        | Académico y profesor húngaro                                       |
| 1997 | Jaan Kross                          | Escritor estonio                                                   |
| 1998 | Imre Bak                            | Artista húngaro                                                    |
| 1998 | Andrei Corbea Hoişie                | Filólogo rumano                                                    |
| 1999 | Mircea Dinescu                      | Poeta, editor y disidente rumano                                   |
| 1999 | István Fried                        | Historiador de la literatura y profesor húngaro                    |
| 1999 | Svetlana Alexievich                 | Periodista de investigación bielorrusa                             |
| 2000 | Imre Kertész                        | Escritor húngaro                                                   |
| 2000 | Milan Kundera                       | Escritor checo                                                     |
| 2000 | Arvo Pärt                           | Compositor estonio                                                 |
| 2001 | Yuri Andrukhovych                   | Escritor ucraniano                                                 |
| 2001 | Janez Bernik                        | Pintor esloveno                                                    |
| 2001 | János Böhönyey                      | Arquitecto húngaro                                                 |
| 2001 | Marek Kopelent                      | Compositor checo                                                   |
| 2002 | Péter Esterházy                     | Escritor húngaro                                                   |
| 2003 | Drago Jančar                        | Novelista y dramaturgo esloveno                                    |
| 2003 | Károly Manherz                      | Germanista, lingüista y profesor húngaro                           |
| 2003 | Ana Maria Zahariade                 | Arquitecto rumano                                                  |
| 2004 | Theodore Antoniou                   | Compositor y director de orquesta griego                           |
| 2004 | Éva Pócs                            | Etnógrafo húngaro                                                  |
| 2005 | Károly Klimó                        | Artista húngaro                                                    |
| 2005 | Hanna Krall                         | Periodista y escritor polaco                                       |
| 2005 | Primoz Kuret                        | Historiadora y musicóloga eslovena                                 |
| 2005 | Jiří Kuthan                         | Historiador, historiador del arte y profesor universitario checo   |
| 2005 | Andrei Marga                        | Profesor y filósofo rumano                                         |
| 2005 | Eimuntas Nekrošius                  | Director de teatro lituano                                         |
| 2005 | Krešimir Nemec                      | Crítico literario croata                                           |
| 2006 | Wlodzimierz Borodziej               | Historiador polaco                                                 |
| 2006 | Nicos Hadzinikolau                  | Historiador del arte y de la ideología visual griego               |
| 2006 | Gabriela Kilianova                  | Etnóloga eslovaca                                                  |
| 2006 | Ene Mihkelson                       | Escritor estonio                                                   |
| 2006 | Vojteh Ravnikar                     | Arquitecto y profesor esloveno                                     |